# Casa-fàbrica Colomer
La casa-fàbrica Colomer és un conjunt d'edificis situat al carrer de la Reina Amàlia, 10 i la Ronda de Sant Pau, 46 al barri del Raval de Barcelona. El 2017, fou inclosa en l'aprovació inicial de la MPEP del Patrimoni Arquitectònic Històric-Artístic al Districte de Ciutat Vella, per a incorporar el Patrimoni Industrial del Raval (Fàbriques i Cases Fàbrica). Tanmateix, l'informe redactat per l'equip Caballé-Gonzàlez (Veclus SL) li negava qualsevol valor patrimonial, per la qual cosa manté el grau de protecció D (bé d'interès documental) atorgat per defecte a tots els edificis del districte.

## Història
El 1845, Joan Calafell i Serra, fill del fabricant d'indianes Joan Calafell i Altabàs, va establir dues parcel·les del seu hort al serraller Pere Colomer i Sampere, una de 30 de pams d'amplada amb front al carrer, i una altra de 60 a l'interior d'illa, així com una altra de 30 al calderer Jaume Peró i Call. Aquell mateix any, el mestre d'obres Francesc Ubach hi va projectar dos edificis d'habitatges «siamesos» de planta baixa i quatre pisos al carrer de la Reina Amàlia: el del núm. 17 (actual 10), propietat de Colomer, i el del núm. 18 (actual 8), de Peró.
El 1854, Colomer va demanar permís per a instal·lar una màquina de vapor de 3 CV en una «quadra» del fons de la parcel·la, segons el projecte del mestre d'obres Felip Ubach. Entre 1858 i 1867, va ampliar la propietat amb l'adquisició de tres parcel·les que havien format part de l'antic Jardí Botànic, propietat del marquès de Sentmenat. El 1863, el seu establiment s'anunciava així: «Amalia, 10, Fundicion de hierro y construccion de máquinas. Fundicion de piezas de hierro. Construccion de máquinas de vapor, molinos harineros, prensas de todas clases, y en especial máquinas para hilar, y cuanto se refiere á la fabricacion. D. Pedro Colomer.»

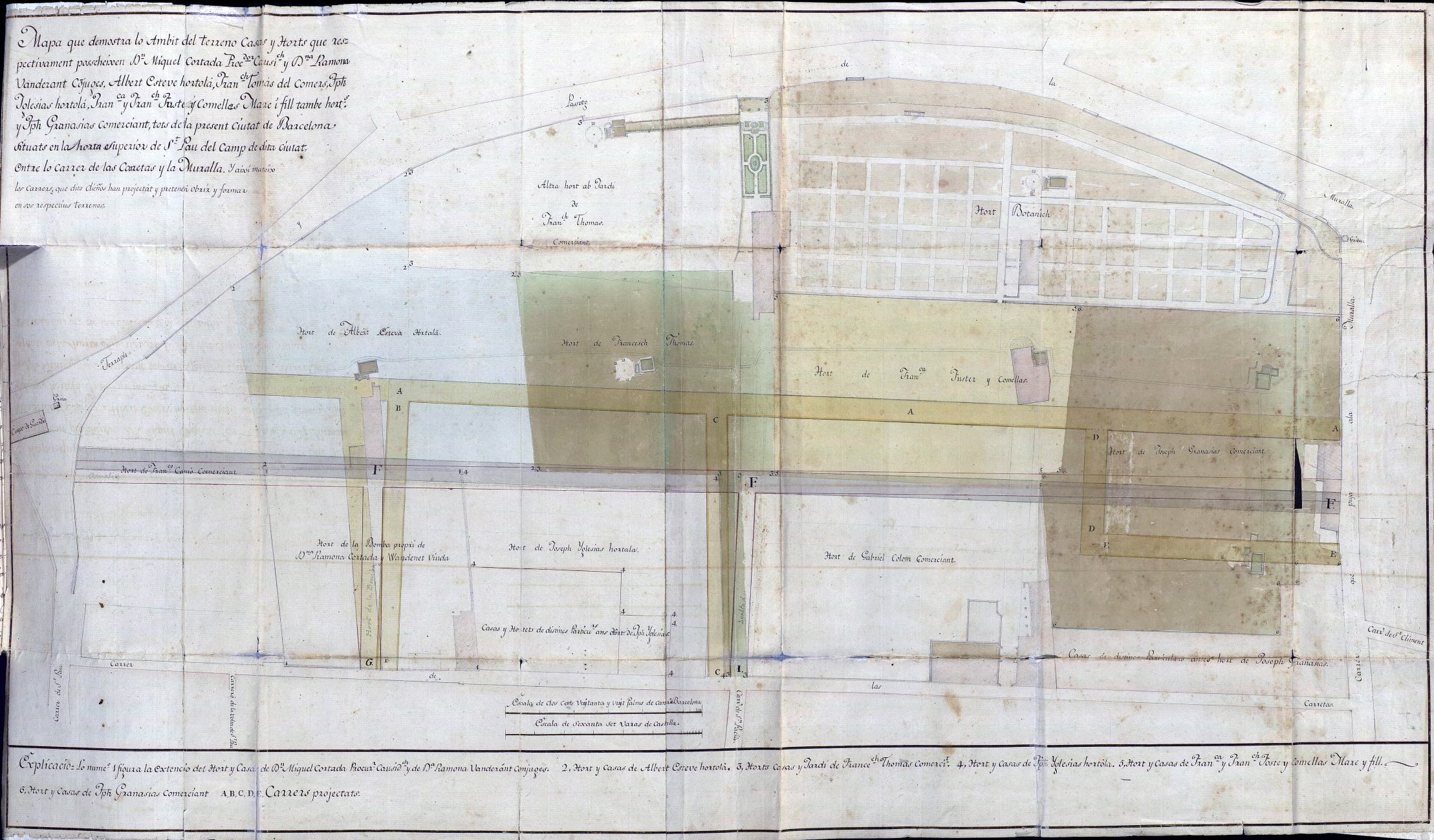
Projecte d'obertura dels carrers de la Reina Amàlia, Lleialtat i Hort de la Bomba (1807)

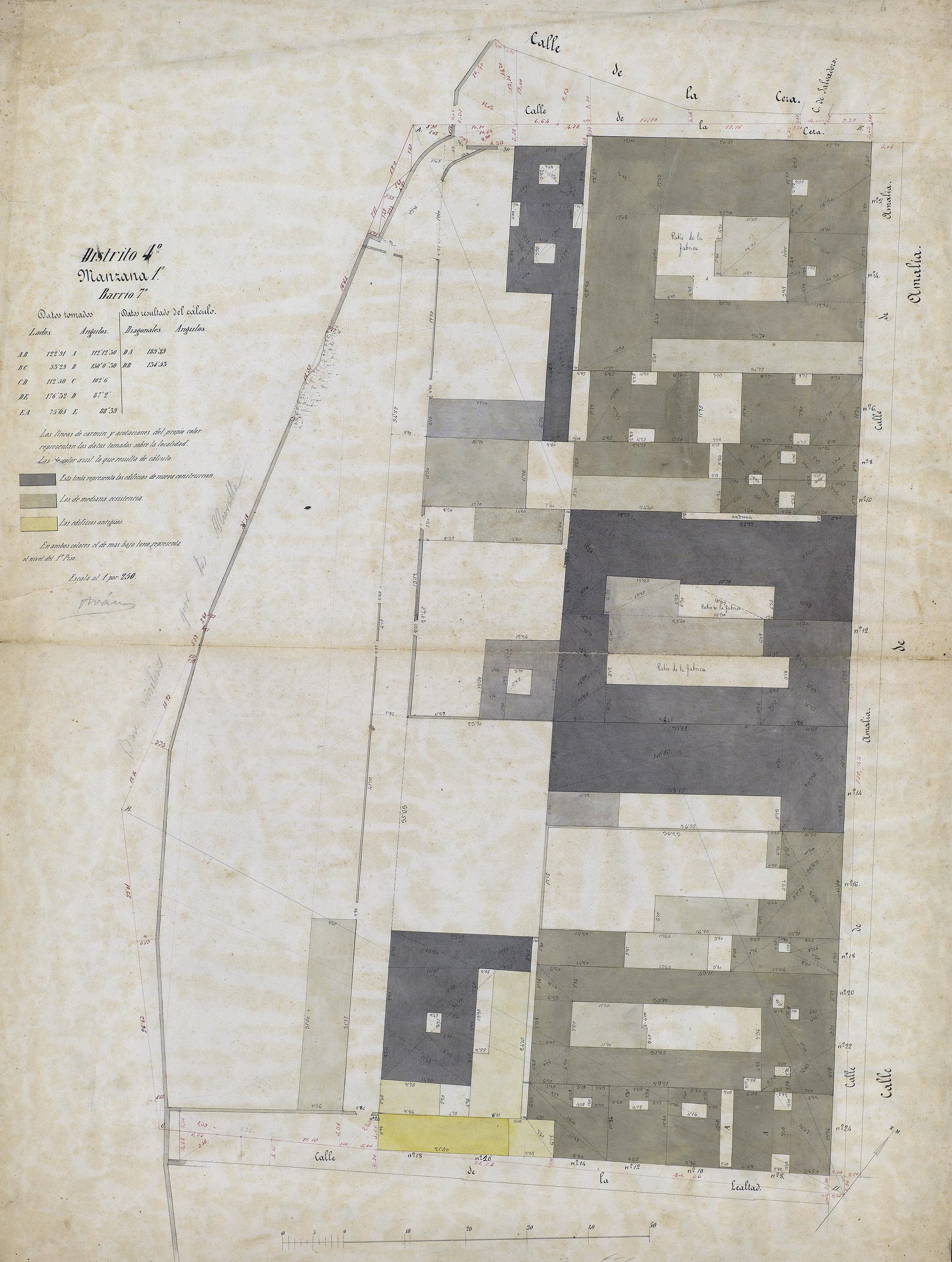
Quarteró núm. 102 de Garriga i Roca (c. 1860)

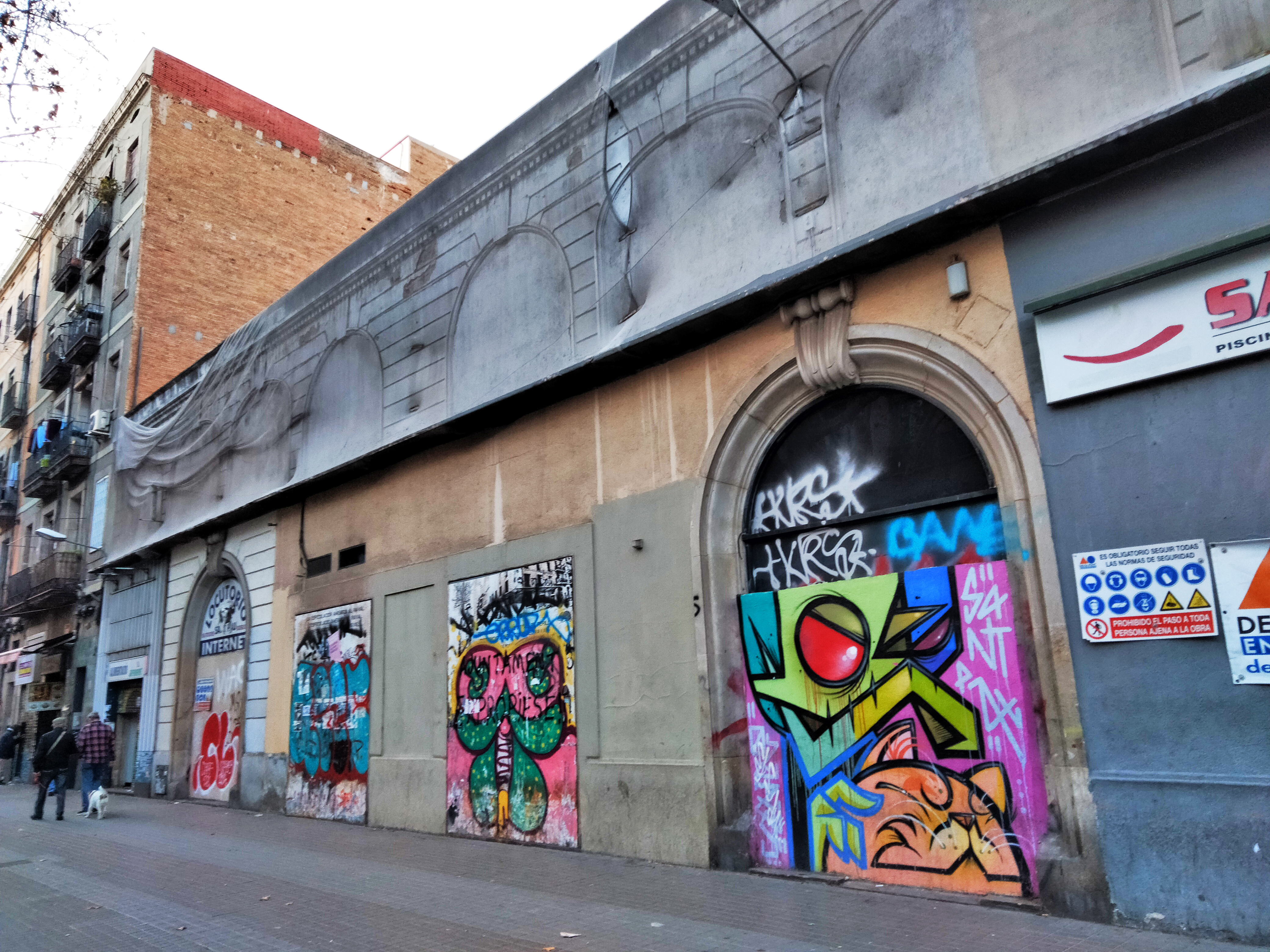
Façana de l'antic taller, posteriorment gimnàs, abans de l'enderroc, el febrer del 2024

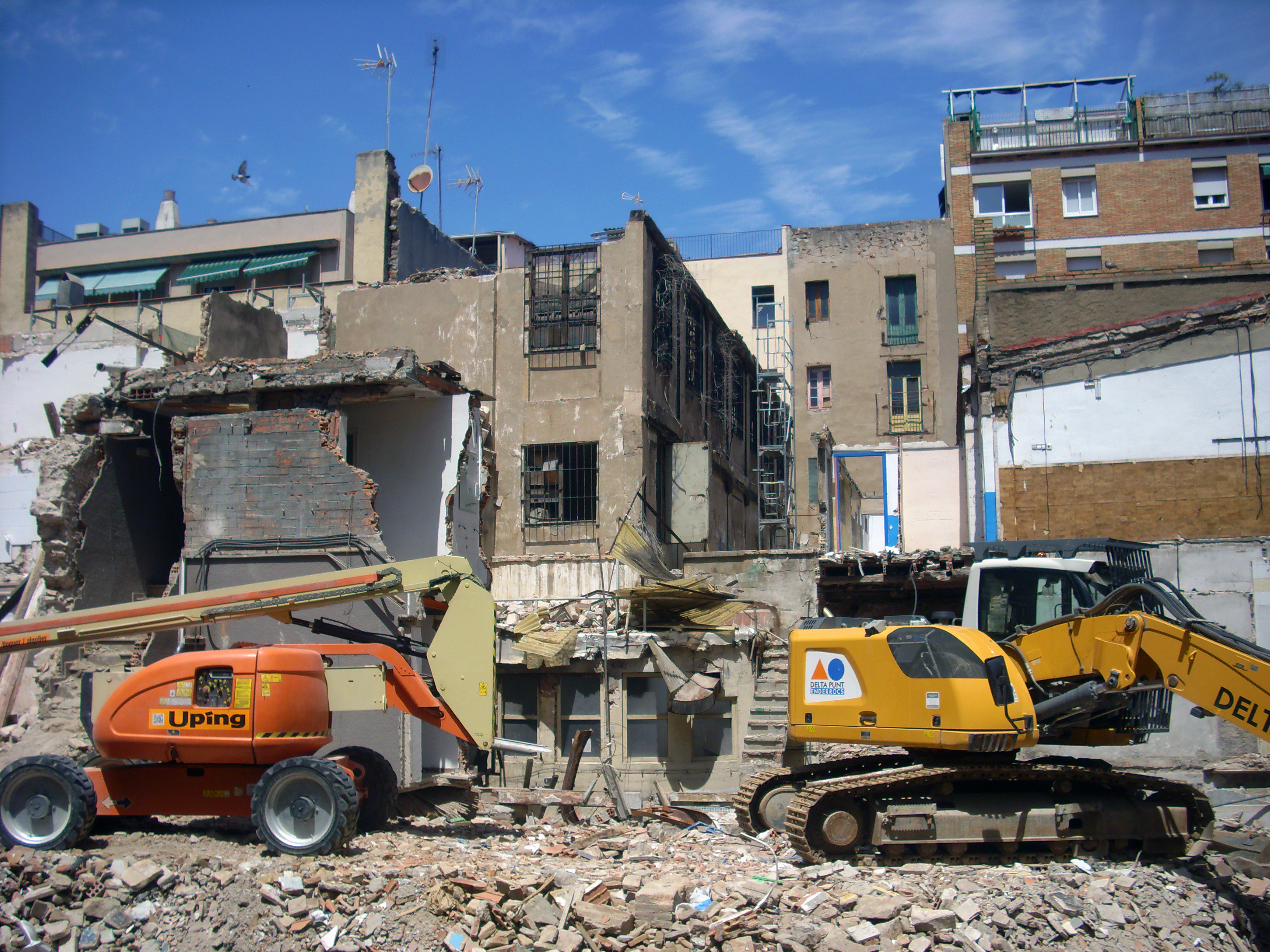
Obres d'enderroc de l'antic Gimnàs Sant Pau, el maig del 2024

La casa-fàbrica incloïa un taller de foneria de planta baixa al núm. 46 (antic 44) de la Ronda de Sant Pau, i el 1888 va ser embargada al seu fill Pere Colomer i Mateu, i posada en subhasta per a respondre d'un deute de 20.000 pessetes. La propietat va passar a mans dels germans Ramon i Lluís Viñas i Guix, que hi tenien un magatzem de «borras, cabos y desperdicios de algodón» sota la raó social Viñas Germans, i una fàbrica a Manresa a nom del segon. Posteriorment, Ramon hi tenia el despatx de la seva fàbrica de filats i trenyelles de cotó de Cabrera d'Anoia, i també un negoci d'«algodones y trapos para limpieza de maquinaria», succeït a la dècada del 1930 per l'establiment de residus de cotó de la societat anònima Viñas-Goig.
El 1939 es va presentar el projecte dels «Banys Populars de Barcelona», que foren inaugurats el 1940, i posteriorment s'hi establí el Gimmàs Sant Pau, amb una superfície més reduïda a causa de la segregació de la finca del carrer de la Reina Amàlia. Després de diversos intents de desnonament, la finca fou adquirida per Jaume Roures a través d'una de les seves empreses (Coyacan), i el 2021 va signar un conveni amb la fundació Hàbitat3 i l'Ajuntament de Barcelona per a la construcció de 36 habitatges de lloguer social i un nou gimnàs al mateix edifici, en règim de dret de superfície durant 55 anys. Les obres van començar l'abril del 2024 i el projecte és de l'estudi bosch.capdeferro.arquitectura.